# Clocher d'Annecy-le-Vieux
Le clocher d'Annecy-le-Vieux est un clocher roman situé sur la commune d'Annecy-le-Vieux, daté du XIIe siècle. Il est l'un des éléments d'une ancienne église Notre-Dame dont les autres composantes sont aujourd'hui disparues. Il semble toutefois que ce clocher soit partagé depuis longtemps avec l'autre église de la paroisse, Saint-Laurent.

## Localisation
Le clocher de l'église est situé dans le département français de la Haute-Savoie, sur la commune d'Annecy-le-Vieux.

## Historique
En 1911, A. Fontaine, architecte des monuments historiques, interprète ce clocher comme le chœur de l'ancienne église Notre-Dame. Mais pour R. Oursel, le clocher est déjà autonome du bâtiment qui lui est accolé à la fin du XVIe siècle. 
En l'an III de la République (c'est-à-dire pendant la Révolution, en 1794), les deux églises d'Annecy-le-Vieux sont dévastées (mais les murs restent debout) ; un arrêté prescrit de démolir les clochers, mais celui d'Annecy-le-Vieux, qui n'a pas de « flèche pointue pouvant offenser l'œil révolutionnaire », est épargné ; les cloches sont cependant déposées et brisées.
En l'an IV, le bâtiment accolé au clocher, occupant sans doute l'emplacement de l'ancienne église Notre-Dame et qui fonctionnait lui-même comme église avant la Révolution, est partiellement utilisé pour héberger la première école primaire. Ce bâtiment toujours visible aujourd'hui sera surélevé d'un étage en 1809 et utilisé comme école jusqu'en 1865, puis comme mairie jusqu'en 1971.
En l'an V (1796), la commune récupère le métal non employé des anciennes cloches et charge Jean-Baptiste Pitton, un saintier de Carouge (près de Genève), d'effectuer la fonte d'une cloche « républicaine ». Pesant 700 kilos, elle mesure 109 cm de diamètre et 90 cm de hauteur.
Des défauts rapidement apparus sont sans doute à l'origine de la dépose de cette cloche toujours présente aujourd'hui sur le sol, à la base de l'édifice. Elle est classée Monument historique à titre d'objet.
À la fin du XIXe siècle, le clocher, en mauvais état, menaçait de s'effondrer.
En 1937, trois cloches, dont une de 1 500 kg sont fabriquées et installées par la fonderie Paccard. Elles sont utilisées lors des cérémonies à l'église Saint-Laurent qui ne possède pas de clocher propre.

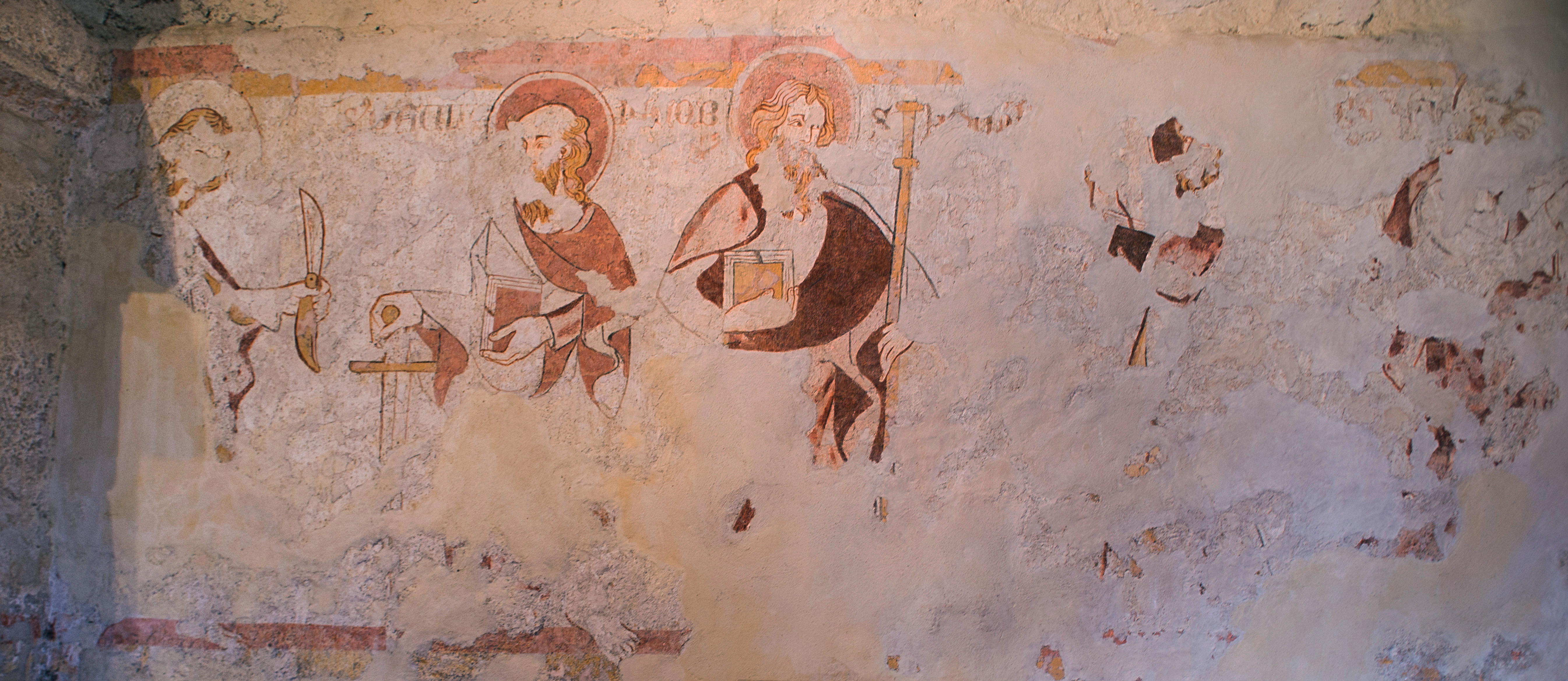
Fresque des douze Apôtres

Des travaux réalisés en 1998 ont permis de « redécouvrir » une fresque datant du XVe siècle et représentant les douze Apôtres.

## Description
Ce clocher représenterait le chœur d'une église disparue dédiée à Notre Dame.

## Protection
L'édifice est classé au titre des monuments historiques en 1908.